# 북코소보
북코소보(北Косово, 세르비아어: Северно Косово, 알바니아어: Kosova Veriore, 영어: North Kosovo)는 세르비아인이 지역 인구의 대부분을 차지하는 코소보의 북부 지역이다. 이곳은 세르비아와 인접해 있어서 2008년에 코소보가 독립을 선언한 후에도 세르비아 정부가 통치하였다.
그러나 2013년 브뤼셀 협정에 따라 현재의 코소보 공화국 지역을 관할하던 세르비아 공화국의 코소보 메토히야 자치주 정부는 사실상 소멸하였고, 이 지역은 코소보 공화국의 지자체로서 세르비아인을 포함한 주민들이 지자체 선거에 참여하게 되었다. 다만, 세르비아 정부는 코소보 공화국을 국가로 인정하지 않기 때문에, 이들 지자체를 코소보 메토히야 자치주의 지자체로 간주하고 있다.
이 지역의 중심 도시는 북미트로비차(Mitrovica)이다.

## 지도

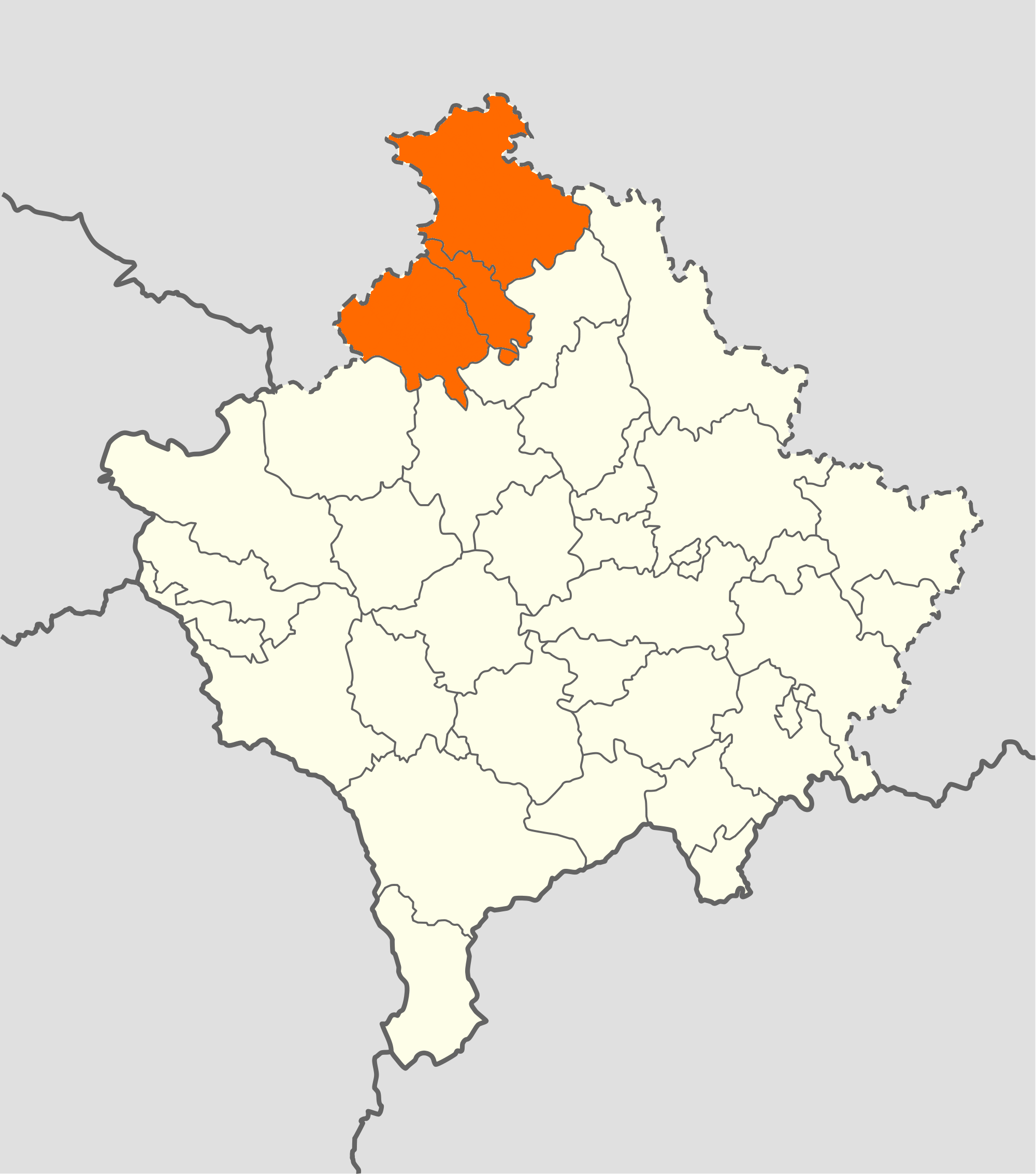
북코소보 (4개 지자체)
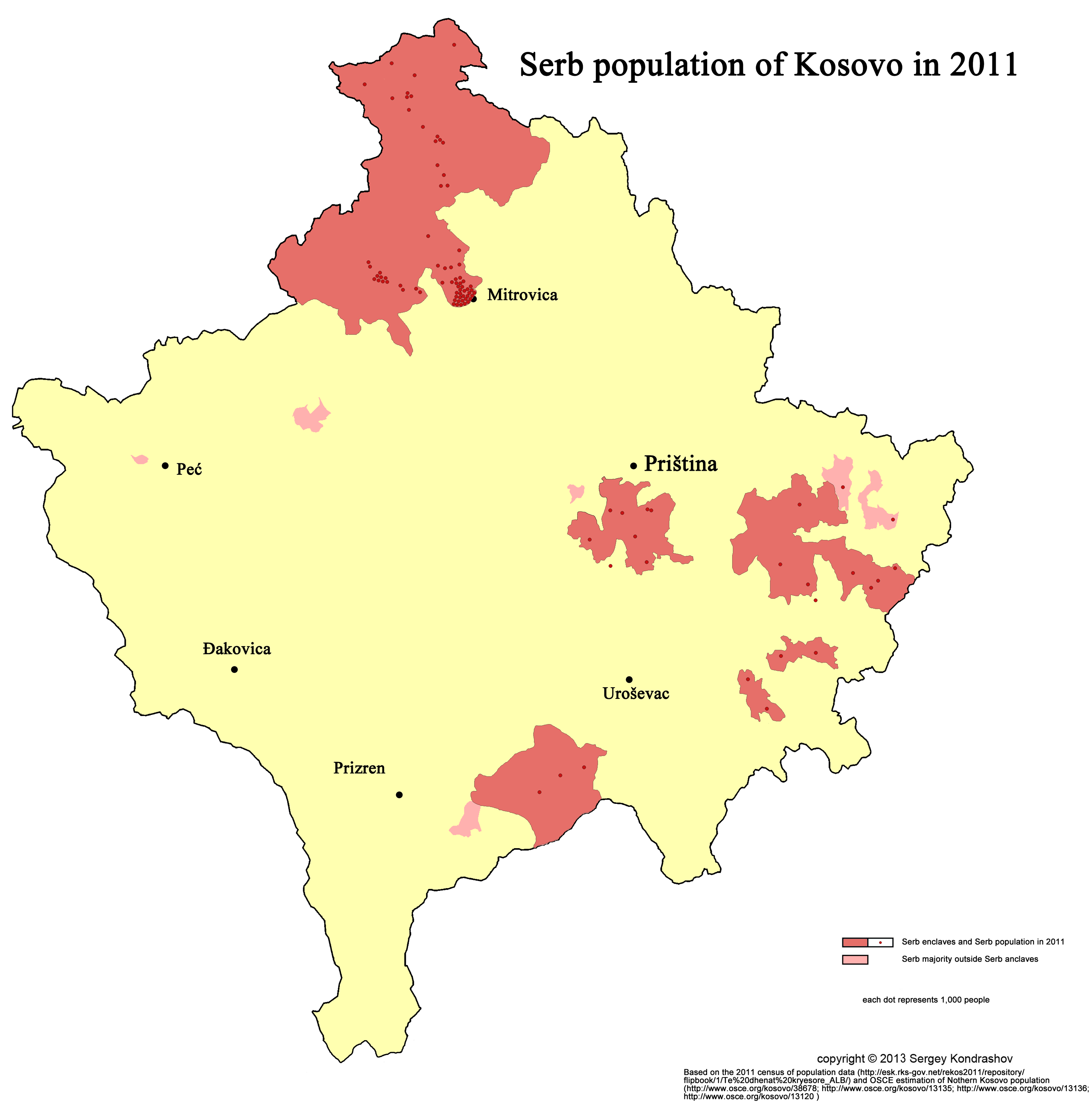
코소보의 세르비아인 다수 거주 지역
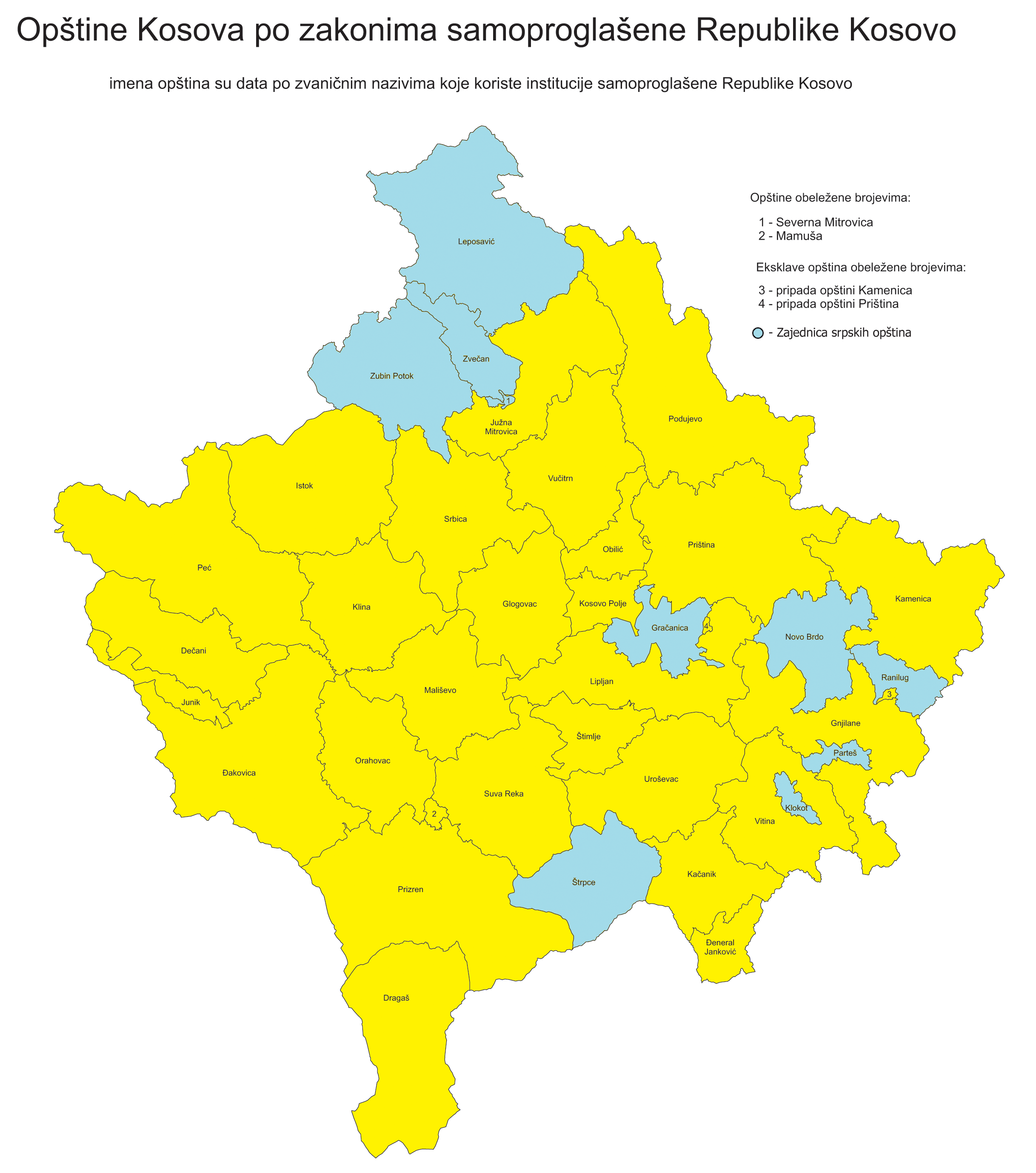
코소보의 세르비아인 다수 거주 지역 (북부: 4개 지자체, 남부: 6개 지자체)